# アヤ (小惑星)
アヤ((55565) 2002 AW197)は、将来的に準惑星（冥王星型天体）に分類される可能性がある太陽系外縁天体の一つ。2002年にパロマー天文台で発見された。軌道はエッジワース・カイパーベルト上にあり、キュビワノ族に分類される。海王星との軌道共鳴はしていない。Tancrediは写真撮影による観測において高いアルベドと低いアルベドの地域がある回転楕円体であると考えている。しかし、平均のアルベドの低さから惑星のような地質はないと考えられている。

## 概要

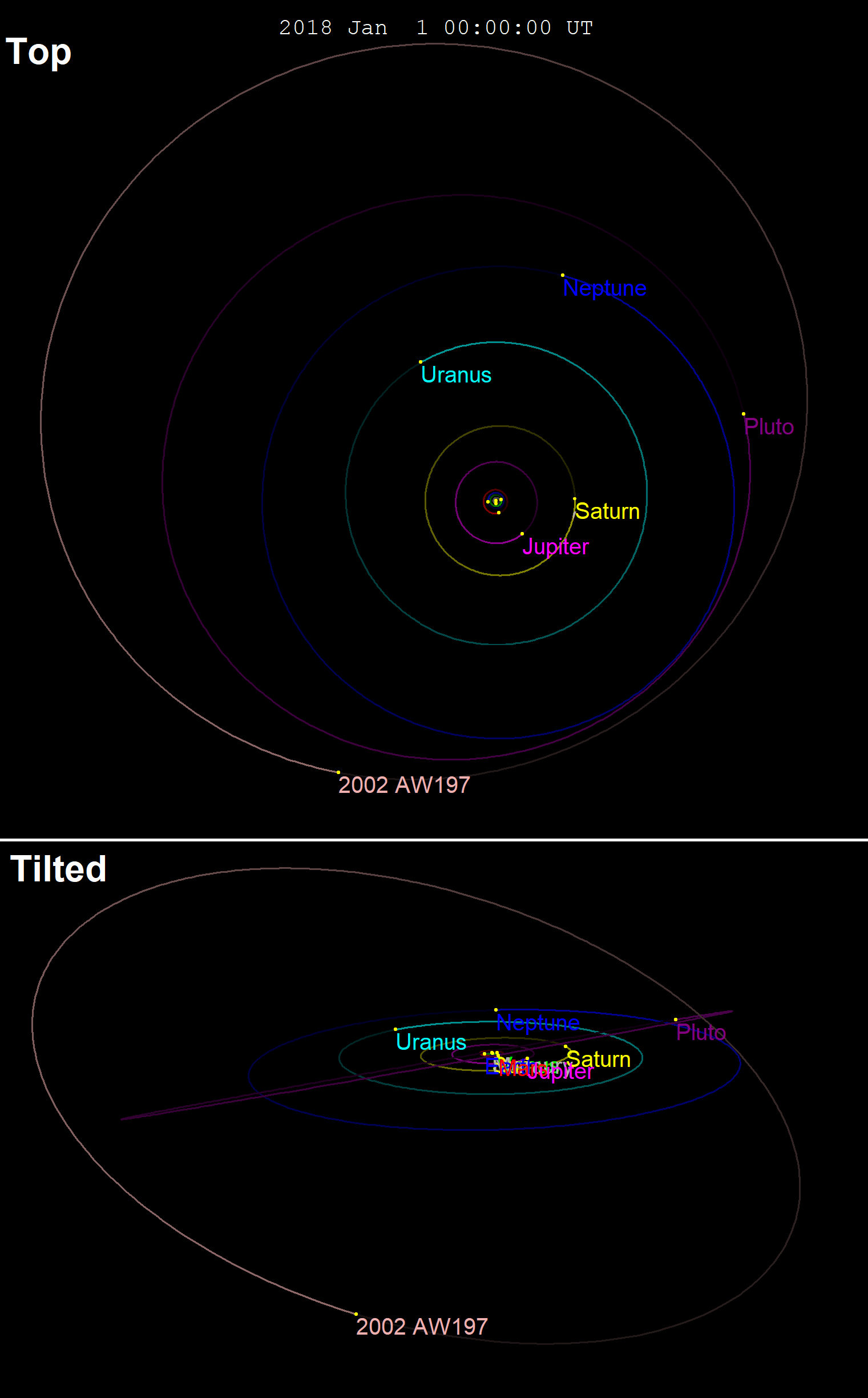
アヤの軌道。冥王星とは違い、軌道傾斜角が大きく、軌道の平面が全く異なる。

### 発見
アヤは2002年1月10日にカリフォルニアにあるパロマー天文台の天文学者らにより発見された。発見した天文学者の名を挙げるとマイケル・ブラウン、チャドウィック・トルヒージョ、エレノア・ヘリン、Michael Hicks、ケネス・ローレンス、Steven H. Pravdoらである。アヤはエッジワース・カイパーベルト周辺にある。

### 軌道とその分類
アヤは太陽の周囲を40.9~53.4AUの範囲の距離で324年と3ヶ月かけて公転している。公転の軌道は軌道離心率0.13、軌道傾斜角24°ほどの楕円軌道をとる。Observation arcはパロマー天文台で発見が公式に認められた4年前の1997年12月のハレアカラ天文台における観測から始まっている。

### 物理的特性

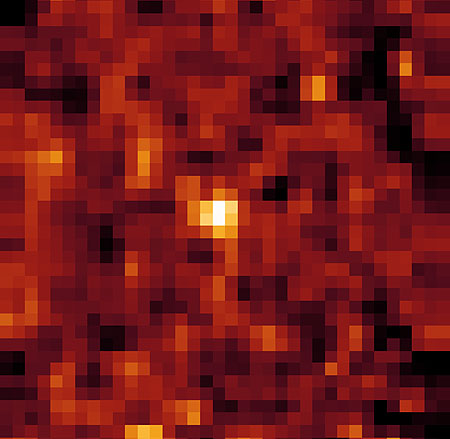
2004年4月13日にスピッツァー宇宙望遠鏡により撮影されたアヤ。

ハーシェル宇宙天文台とスピッツァー宇宙望遠鏡の熱放射による直径の測定により直径は768+39
−38km、アルベドは0.112+0.012
−0.011であることが分かった。

### 表面
ヨーロッパ南天天文台の行ったスペクトル分析では強い赤みを帯びており、クワオアーとは対照的に水の氷がなく有機物（ソリン）が存在することが示唆された（外縁天体のスペクトルに基いて推測された組成と色の関係（英語）を参照）。